# Pianosonate nr. 1 (Prokofjev)
Pianosonate nr. 1 in f mineur, opus 1 is een sonate voor piano van de Russische componist Sergej Prokofjev.
Prokofjev schreef de pianosonate in f mineur omstreeks het jaar 1908. Hij was toen nog maar 17 jaar. De sonate was zijn eerste werk wat een opusnummer meekreeg. Desalniettemin was het niet zijn eerste compositie; als wonderkind had hij al pianowerken geschreven en zelfs een opera.
De pianosonate bestaat uit één deel met een duur van ongeveer 7 minuten:
1. Allegro

Het Allegro is opgebouwd uit een golvend thema met een uitgesproken Russisch karakter waar verder omheen wordt gebouwd.
De première vond plaats op 6 maart 1910 op een Avond voor de nieuwe muziek. Ook de grootse componist Igor Stravinsky zat in de zaal. Hij zou later op de avond L'Oiseau de Feu voordragen, een sprookjesballet, waar Prokofjev maar weinig aan vond.